# Hegelmann Express
Die Hegelmann Express GmbH mit Sitz im baden-württembergischen Bruchsal ist ein Transportunternehmen und Teil der international agierenden Hegelmann Group.
Das Unternehmen beschäftigte im Geschäftsjahr 2021 zuzüglich Geschäftsführung 269 Personen und erwirtschaftete einen Umsatz in Höhe von 189,5 Mio. EUR.

## Hegelmann Group
Neben der deutschen Hegelmann Express GmbH existieren unter den Namen Hegelmann weitere rechtlich selbständige, aber über den Gesellschafterkreis verbundene Unternehmen in verschiedenen europäischen Staaten sowie in Kasachstan:
- Spanien: Hegelmann Express
- Frankreich: Hegelmann Logistics France SARL
- Deutschland: Hegelmann Express GmbH
- Tschechien: Hegelmann Transporte s.r.o.
- Polen: Hegelmann Transporte Sp. z o.o.
- Ukraine: ТОВ „Хегельманн Транспорте Юкрейн“
- Litauen: UAB Hegelmann Transporte
- Lettland: Hegelmann Transporte SIA
- Estland: Hegelmann Transporte OÜ
- Belarus: OOO Hegelmann Logistic
- Slowakei: Hegelmann Transporte SK s.r.o.
- Österreich: Hegelmann Express GmbH
- Moldau: Hegelmann Logistics S.R.L.
- Kasachstan: TOO Hegelmann Transporte

Die Unternehmen treten am Markt unter der einheitlichen Marke Hegelmann Group auf. Nach eigenen Angaben beschäftigt die Gruppe rund 11.000 Mitarbeiter und verfügt über rund 5.500 LKW.

### Geschäftsfelder
Die Unternehmensgruppe bietet verschiedene Transportdienstleistungen an. Der Landtransport umfasst Containerlogistik, Abfall- & Sondertransporte, Lebensmitteltransporte, Pharmatransporte, Expresstransporte, Gefahrguttransporte, Automobiltransporte und Automotivtransporte. Das Unternehmen besitzt ein an der Autobahn A5 gelegenes Trockenlager.

### Kritik
Im September 2020 berichtete die britische Zeitung The Guardian, dass bei der litauischen Hegelmann-Tochter UAB Hegelmann Fahrer, welche europaweit Transporte für Amazon durchführen würden, angeblich genötigt würden, ihre Fahrtenschreiber zu manipulieren, um so längere Fahrtzeiten zu ermöglichen.

## Sportliches Engagement
Das Unternehmen gründete 2009 in Litauens zweitgrößter Stadt Kaunas den Fußballverein FC Hegelmann Litauen, um die körperliche Aktivität seiner litauischen Mitarbeiter zu fördern. Durch Kooperationen mit mehreren Profivereinen gelang 2021 der Sprung in die erste litauische Liga, der A lyga. Durch einen vierten Platz in der Saison 2022 nahm der Verein 2023 an der Europa-Conference-League-Qualifikation teil.